# Oroko (peuple)
Pour les articles homonymes, voir Oroko.
Les Oroko sont une population du Cameroun, d'origine bantoue, vivant principalement dans la région du Sud-Ouest, dans les départements de la Meme et du Ndian. 
On distingue 10 sous-groupes ou clans : les Balondo Ba Diko (3  villages), les Balondo Ba Nanga (15 villages), les Balue (27 villages), les Batanga (26 villages), les Bima (19 villages), les Ekombe (12 villages) les Mbonge (43 villages), les Bakoko (3 villages), les Ngolo (36 villages), les Bakundu (36 villages).
Au début des années 2000, leur nombre total, dans leur région d'origine, a été estimé entre 120 000 et 140 000. Cette estimation ne prend pas en compte les Oroko qui auraient émigré ailleurs.

## Langue
Ils parlent l'oroko, une langue bantoue.